# Kaguya-sama: Love Is War
Kaguya-sama: Love Is War (かぐや様は告らせたい ～天才たちの恋愛頭脳戦～ Kaguya-sama wa Kokurasetai: Tensai-tachi no Ren'ai Zunōsen?, lit. Kaguya-sama quiere que se le declaren: La guerra del amor entre dos genios") es una serie de manga escrita e ilustrada por Aka Akasaka. Comenzó su serialización en Miracle Jump de Shūeisha del 19 de mayo de 2015 al 19 de enero de 2016, y se transfirió a la revista Shūkan Young Jump donde se publicó del 24 de marzo de 2016 al 2 de noviembre de 2022, y se recopiló en 28 volúmenes tankōbon. La serie es publicada en inglés por Viz Media. El 19 de julio de 2020, Panini hizo un anuncio en simultáneo sobre que iniciaría la publicación del manga en México en septiembre, y en Argentina a partir de octubre del mismo año.
Dos manga spin-off fueron lanzados en 2018, mientras que una adaptación a serie de anime producida por A-1 Pictures se emitió del 12 de enero al 30 de marzo de 2019. También se adaptó a una película de imagen real del mismo nombre dirigida por Hayato Kawai, que fue lanzada en Japón el 6 de septiembre de 2019. El 6 de enero de 2021 se confirmó una secuela de la película, la cual se estrenó el 20 de agosto de 2021.
En el evento Young Jump Bunkasai organizado por Shūeisha, celebrado el 19 de octubre de 2019, se anunció que la serie contó con una segunda temporada, la cual fue titulada "Kaguya-sama wa Kokurasetai? Tensai-tachi no Ren'ai Zunousen", con el regreso a la producción de A-1 Pictures y se emitió del 11 de abril al 27 de junio de 2020.
El 25 de octubre de 2020, se anunció al mismo tiempo la producción de un OVA y una tercera temporada de anime durante el evento especial "Kaguya-sama Wants To Tell You On Stage".El OVA se estrenó el 19 de mayo de 2021.
En diciembre de 2022, el manga tenía más de 22 millones de copias impresas. En 2020, el manga ganó el 65° Premio Shōgakukan en la categoría general.

## Argumento
El presidente del consejo estudiantil, Miyuki Shirogane, y la vicepresidenta Kaguya Shinomiya parecen ser la pareja perfecta. Kaguya es la hija de un rico conglomerado familiar, y Miyuki es el estudiante  número uno en las calificaciones de la academia ya que al ingresar a la academia por primera vez vio a kaguya y se enamoró de ella y se propuso ser mejor que ella . Aunque se gustan, son muy orgullosos como para confesar su amor, ya que creen que quien lo haga primero estará por debajo de quien reciba la confesión. La historia sigue sus múltiples esquemas para hacer que el otro se confiese.

## Personajes

### Principales
Kaguya Shinomiya (四宮 かぐや Shinomiya Kaguya?)
 Seiyū: Aoi Koga, Jessica Ángeles (español de América)
El personaje principal de la serie, Kaguya es la vicepresidenta del consejo estudiantil de la Academia Shuchiin. Ella tiene el pelo negro y ojos rubí. Ella es una chica hermosa, inteligente y rica, y su familia es dueña de uno de los conglomerados de negocios más grandes de Japón. Inicialmente, era una chica de corazón frío y calculadora que tenía muy pocos amigos, además de su asistente personal Ai y su amiga de secundaria Chika, antes de unirse al consejo estudiantil. A lo largo de la serie, tanto ella como Miyuki se esfuerzan por hacer que el otro confiese su amor, tratando mutuamente la situación como un juego estratégico. Su conocimiento sobre las relaciones y el sexo es extremadamente limitado debido a su educación, hasta el punto en que originalmente pensó que al decir "hacerlo" se trataba solo de un beso. Ella está ocasionalmente celosa de la personalidad extrovertida de Chika y del tamaño de su busto. Además del consejo estudiantil, ella participa en el club de tiro con arco. A pesar de sus momentos de parecer asesina y astutamente malvada, Kaguya es una chica muy amable que se preocupa profundamente por sus amigos y hace lo que cree que es correcto, independientemente del lema de su familia de nunca confiar en los demás. En el manga Oshi no Ko cuya historia transcurre años después, se revela que Kaguya está casada con Miyuki y que trabaja como fotógrafa profesional.
Miyuki Shirogane (白銀 御行 Shirogane Miyuki?)
 Seiyū: Makoto Furukawa, Enzo Fortuny (español de América)
Miyuki es el presidente del consejo estudiantil de la Academia Shuchiin. Es el mejor alumno de la escuela que también ha obtenido el segundo lugar en general en los exámenes de simulación nacionales, en gran parte a través del estudio todo el tiempo. Miyuki tiene un cabello claro y desordenado, y un aspecto deslumbrante, como resultado de la falta de sueño y de tomar café regularmente. Se involucra en batallas mentales con su compañera Kaguya para que ella le confiese su amor, y trata de evitar ser él quien se confiese o verse envuelto en una situación embarazosa, imaginando que Kaguya podría menospreciarlo y decirle "Qué lindo". Miyuki no tiene experiencia con el romance y las relaciones, a pesar de que sus compañeros le piden consejo regularmente. No se le dan bien los deportes y habilidades físicas como cantar o bailar, aunque no se debe a la falta de fuerza o resistencia, ya que viaja en bicicleta a la escuela, sino a problemas mentales de ritmo y concentración. Tiene un miedo paralizante a los insectos, especialmente cucarachas. Es un mal cantante que tiende a hacer canto falso en los himnos de la escuela durante años. Parte de su debilidad es capaz de superar con mucho esfuerzo y entrenamiento por Chika. Debido a que su padre está desempleado y su madre no los apoya, él y su hermana Kei a menudo toman trabajos de medio tiempo.
Chika Fujiwara (藤原 千花 Fujiwara Chika?)
 Seiyū: Konomi Kohara, Elizabeth Infante (español de América)
Chika es la secretaria del consejo estudiantil de la Academia Shuchiin. Es una chica muy alegre y amigable, de piel clara, cabello plateado que llega hasta los hombros (rosa en la adaptación al anime), pechos grandes y ojos azules; ella lleva un lazo negro en su flequillo. Ella parece no tener ni idea del esquema romántico entre Kaguya y Miyuki, pero ha sido amiga de Kaguya desde la secundaria. Ella proviene de una familia políticamente notable: su bisabuelo fue primer ministro, su tío es un funcionario del gobierno y su madre fue diplomática. Ella es la segunda de las tres hermanas en su familia. Su padre es bastante estricto, evitando que lea material erótico como shojo manga o jugando videojuegos. Ella también tiene un perro llamado Pesu.
Los pasatiempos de Chika incluyen juegos de mesa de estrategia alemanes, rompecabezas y actividades "subcultura" (no convencionales). En la escuela ella es miembro del club de juegos tradicionales, que juega juegos de mesa, y ella también tiene talento para la música, ha ganado competencias de piano cuando era más joven y dirige la canción de la clase. Hay varias historias en las que Chika ha entrenado y entrenado intensamente a Miyuki en las habilidades de las que carece este último, como jugar al voleibol, cantar, superar el miedo a la sangre y las tripas y baile tradicional. Después de cada sesión, ella se compromete a no enseñarle más, pero sucumbe a sus súplicas que la llaman una amiga confiable o la única que puede ayudar. Ai Hayasaka la considera una rival formidable debido a su comportamiento impredecible. Académicamente ella se ubica en el medio de su clase; sus calificaciones han bajado debido a todo el tiempo que pasa tratando con Miyuki y Kaguya.
Yū Ishigami (石上 優 Ishigami Yū?)
 Seiyū: Ryōta Suzuki, Alejandro Orozco (español de América)
Yu es el tesorero del consejo estudiantil de la Academia Shuchiin y un kohai para los otros miembros. Es un chico de cabello oscuro con un corte de pelo Emo con flequillo que cubre uno de sus ojos. El segundo hijo de un pequeño fabricante de juguetes, solo asistió a la escuela porque su padre lo obligó a hacerlo, y estuvo ausente hasta que Miyuki lo reclutó para ser tesorero. Por lo general, se guarda a sí mismo y usa audífonos mientras juega videojuegos desde su consola de juegos portátil, sin embargo, es un observador entusiasta de las personas, notando cosas que otros no desean revelar, pero ocasionalmente se mete en problemas por señalarlas. Teme que Kaguya pueda matarlo porque Kaguya tiende a lanzarle miradas amenazadoras y comentarios que le hacen creer eso. Chika también lo golpea ocasionalmente por hacer comentarios inapropiados, ella suele odiarlo ya que él siempre tiene argumentos lógicos que Chika no logra contradecir y lo considera como un pervertido.
A medida que la historia continúa, Yu se vuelve más abierto con el consejo, particularmente con Kaguya, quien comienza a disfrutar de su presencia como kouhai, ya que ha demostrado ser muy honesto y sincero con los demás hasta el punto en que dañará su propia reputación para salvar a otros de ser heridos. Una historia de fondo revela que en la secundaria, trató de proteger a una chica de su novio potencialmente abusivo, pero fue suspendido y luego ella y sus compañeros lo rechazaron ya que la chica era popular y se retiró de la escuela luego del incidente. Cuando Yu se une al equipo de porristas lo hace debido a que es un club donde se reúnen personas que tienen comportamientos que él crítica mucho pero quiere conocerlos mejor y dejar de ser prejuicioso como los demás lo son con él. Miyuki es su mejor amigo ya qué el le ayudó a superar sus miedos. Finalmente se enamora de Tsubame, quien es miembro del club de porristas e incluso le confiesa, a lo que ella le pregunta si podía darle una respuesta después de conocerlo más. Tras un tiempo, Tsubame finalmente rechaza a Ishigami, pero le promete que seguirán siendo amigos. En secreto, Ishigami también ha estado al cuidado de Miko Iino y se convirtió en su enamorado secreto cuando le dejó una carta anónima que la llenó de valor a seguir adelante, suele ruborizarse cuando una chica linda le da algo de afecto. Ishigami quiere ser popular ya que envidía a los chicos que tienen pareja pero en sus intentos por ser detallista y romántico, terminan siendo visto con repelús por las chicas.
Miko Iino (伊井野 ミコ Iino Miko?)
 Seiyū: Miyu Tomita, Desireé González (español de América)
Miko es una estudiante de primer año y compañera de clase de Yu. Miembro del comité de disciplina, aparece por primera vez al final del primer mandato del consejo estudiantil de Miyuki, donde se postula como candidata competitiva para el próximo presidente del consejo estudiantil. Ella desea imponer un comportamiento más ordenado y adecuado a los estudiantes, con reglas como: hacer que los hombres tengan cortes de estilo militar, que las niñas usen faldas largas y se prohíban las relaciones amorosas. A pesar de ser abierta y muy obstinada, es muy tímida y teme hablar en público. Solo puede decir lo que piensa en los discursos de los candidatos cuando Miyuki cambia la situación en una conversación y debate uno a uno. Aunque pierde las elecciones, obtiene una cantidad considerable de votos; sus compañeros, que se habían burlado de sus anteriores patéticos resultados, comienzan a respetarla y admirarla. Luego se une al consejo estudiantil como oficial de auditoría.
Miko proviene de una familia de abogados expertos. Académicamente ella es la mejor de su clase. Ella admira a Chika por sus habilidades musicales como pianista, pero detesta a Yu por ser flojo y no tomarse el trabajo escolar en serio. De vez en cuando piensa que Miyuki y Kaguya son un playboy masivo o una sádica malvada respectivamente, ya que a menudo los ha atrapado en situaciones románticas inapropiadas. Ella apoya a Yu en su búsqueda de Tsubame como novia, pero se da cuenta de que está enamorada de Yu Ishigami.

### Secundarios
Ai Hayasaka (早坂 愛 Hayasaka Ai?)
 Seiyū: Yumiri Hanamori, Leyla Rangel (español de América)
Ai es la asistente personal de Kaguya y su amiga de la infancia; habiendo crecido con ella cuando eran bebés, y más tarde cuando tenían siete años. Su familia ha estado sirviendo a los Shinomiyas por generaciones. Ella tiene el pelo corto de fresa rubio. En la escuela, actúa como una chica de moda popular que lleva una falda corta, un cuello suelto, uñas pintadas y accesorios, todo lo cual es contrario al código de vestimenta. Ella mantiene su asociación con Kaguya un secreto de Miyuki y Chika. Cuando Miyuki la visita, se viste como una criada llamada  Smithy A. Hayaska  ( A ・ ハ ー サ   Sumishī A hāsaka?), que asiste a una escuela de niñas y que coquetea con Miyuki. Cuando Chika visita, ella se viste como mayordomo masculino. Ai es más consciente socialmente que Kaguya, y puede ser calculadora a veces, pero también es muy sensible ya que ella también anhela una vida normal en la escuela secundaria y un novio, lo que resulta que Kaguya se burle de ella con frecuencia. Finalmente, ella le dice a Miyuki quién es realmente y se convierte en su amiga, mientras bromea con Kaguya que la amistad es el primer paso para una relación.
Nagisa Kashiwagi (柏木 渚 Kashiwagi Nagisa?)
 Seiyū: Momo Asakura, Yaha Lima (español de América)
Nagisa es una compañera de clase que ocasionalmente le pregunta a Kaguya qué hacer en sus relaciones. Tiene el pelo corto y oscuro y lleva una horquilla de doble banda en un lado. Al principio de la serie, un compañero de clase se le confiesa y termina aceptando. Es la hija de una familia adinerada de construcción naval, académicamente se ubica entre los diez primeros de la clase. Ella sabe de la atracción romántica de Kaguya hacia Miyuki (aunque Kaguya crea que no). Nagisa exhibe muchos comportamientos atrevidos en su relación con Tsubasa, lo que lleva a crear malentendidos hacía aquellos quienes los espían en secreto (aunque cuando ella aclara las cosas se retira con una sonrisa malévola dando a entender lo contrario). Ella suele ser celosa hasta el punto de contratar a un detective privado para espiar a su novio para ver si él está teniendo una aventura con otra chica. Ella es una de las pocas personas en las que Kaguya confía cuando enfrenta problemas románticos, y viceversa.
Tsubasa Tanuma (田沼 翼 Tanuma Tsubasa?)
 Seiyū: Taku Yashiro, Diego Becerril (español de América)
Tsubasa es un compañero de clase que regularmente le pide consejos de amor a Miyuki. Cuando Miyuki recomienda que se confiese audazmente a Kashiwagi, lo hace, y se convierten en una pareja. Es el hijo de un director de hospital y nieto del gran médico apodado la mano de Dios. Su falta de idea acerca de compartir detalles sobre su exitosa relación molesta a los miembros del consejo.
Kei Shirogane (白銀 圭 Shirogane Kei?)
 Seiyū: Sayumi Suzushiro, Amanda Hinojosa (español de América)
Kei es la hermana pequeña de Miyuki, tesorera del consejo estudiantil en la escuela secundaria. Kaguya la admira porque se parece mucho a su hermano. Ella es rebelde cuando se trata de interactuar con su hermano, lo encuentra molesto y no a la moda, pero aún se preocupa por él y se asegura de que presente una buena imagen cuando está frente a sus compañeros de clase. Es buena amiga de los Fujiwara, tanto de su compañera de clase Moeha como Chika. A pesar de no interactuar mucho con Kaguya, Kei trata de conocerla mejor y se alegra cuando hace pequeños avances.
Moeha Fujiwara (藤原 萌葉 Fujiwara Moeha?)
 Seiyū: Ari Ozawa, Marisol Hamed (español de América)
Moeha es la hermana pequeña de Chika que está en la secundaria. Ella es la vicepresidenta del consejo estudiantil en la secundaria. Ella también está interesada románticamente en Miyuki. Ella tiene la costumbre de expresar ideas oscuras, lo que desconcierta mucho a Kaguya.
Kobachi Osaragi (大仏 こばち Osaragi Kobachi?)
 Seiyū: Rina Hidaka, Jocelyn Robles (español de América)
Kobachi es compañera de clase de Miko, usa gafas, es miembro del comité disciplinario y una de "Las Chicas Imposibles". Ella ha estado cuidando a Miko por más de 10 años, en un sentido muy literal debido a la naturaleza crédula de Miko. Ella salió con el Capitán del club de animación unas semanas pero terminaron. Ella siempre estuvo al pendiente de Yu Ishigami y lo ayuda en secreto a que sea feliz, ya que gusta de él desde la secundaria y le preocupa el mal trato que Ishigami recibe por sus compañeros. Sus padres eran celebridades de la televisión y ella estaba en camino de convertirse en una estrella infantil hasta que el escándalo golpeó a su familia, por lo que ha mantenido un perfil bajo desde la escuela secundaria.
Tsubame Koyasu (子安 つばめ Koyasu Tsubame?)
 Seiyū: Haruka Fukuhara, Erika Langarica (español de América)
Tsubame es una estudiante de tercer año y es vice-capitana del equipo de animadores y una gimnasta. Ella es muy popular siendo una de las cuatro chicas más hermosas de la preparatoria, las cuales son conocidas como "Las Chicas Imposibles" por su incapacidad para que los chicos se les acerquen. Ella siempre suele ser cariñosa y afectuosa con Yu Ishigami, esto hace que él desarrolle sentimientos románticos por ella. Más tarde, Yu, sin darse cuenta, se le confiesa, para sorpresa de ella y de todos los demás. Ella no está segura de los sentimientos que tiene por Yu, lo cual provoca que ella sin querer termine pidiendo consejos al padre de Shirogane. Gracias a ella, Yu logra limpiar su nombre y es más abierto hacia los demás. Finalmente en la graduación, Tsubame rechaza a Ishigami porque no sentía lo mismo que él (se especula que ella era consciente de que Miko está enamorada de Ishigami), pero le promete que los dos seguirán siendo amigos e Ishigami la despide con una sonrisa y un regalo de flores.
Maki Shijo (四条 眞妃 Shijō Maki?)
 Seiyū: Kana Ichinose, Susana Cohe (español de América)
Maki es una compañera de clase y amiga de Nagisa. Ella tiene el pelo corto peinado en coletas cortas. Ella está secretamente celosa de la relación de Nagisa con su novio, ya que a ella también le gusta, pero no pudo confesarse antes de que estos salieran. Como miembro de la rama del clan Shinomiya, ella es la segunda prima de Kaguya, por lo que a veces se refiere a Kaguya como "Tía", para el desprecio de Kaguya. Se sugiere que su frialdad entre ellas se debe a las tensiones entre la familia principal y las familias de las ramas. Miyuki y Yu observan que ella actúa muy tsundere y es similar a Kaguya en personalidad. Ella declara a Yu y Miyuki como sus amigos, debido a su apoyo para ayudarla por su romance fallido, para horror de Kaguya (ya que significaría que Miyuki tiene otra amiga). Ella tiene un hermano gemelo que asiste a una escuela pública.
Sr. Shirogane (白銀の父 Shirogane no chichi?)
 Seiyū: Takehito Koyasu
Es el padre de Miyuki y Kei, es un señor de mediana edad desempleado pero con una gran experiencia en diferentes tipos de trabajos. En ocasiones se le ve vendiendo objetos de colección y dando consejos de vida a jóvenes estudiantes. Pese a tener una personalidad seria siempre suele, terminar haciendo comentarios que terminan por avergonzar tanto a Miyuki como a Kei debido a su interés en la vida de las mentes juveniles. Él y su familia atraviesan una situación económica difícil debido a que la empresa donde trabajaba quedó en bancarrota (se revela después de que Shinomiya Zaibatsu fueron los responsables del cierre de la empresa) y posee una deuda de 500 Millones de Yenes. Su esposa lo dejó por otro sujeto, pero él aún la ama, es optimista en poder recuperarla pese a la contrariedad en el pensamiento de sus hijos.
Sra. Shirogane (白銀の母 Shirogane no haha?)
Es la esposa separada del Sr. Shirogane y la madre de Miyuki Shirogane y Kei Shirogane. Su apariencia se asemeja a la de su hija. Según el papá de Shirogane, su exesposa era muy popular por su belleza, pero era extremadamente ambiciosa. Después de que la fábrica del Sr. Shirogane quebrara debido a una mala gestión, su amor por él se desvaneció y comenzó a poner grandes expectativas en sus hijos. Miyuki notó que su madre siempre había querido un niño inteligente y que gradualmente perdió interés en él después de que reprobó varios exámenes de ingreso temprano y solo se llevó a su hermana pequeña, la más inteligente de los dos, con ella cuando se fue. Se puede inferir que ella tiene estándares y expectativas muy altos de los demás, y tiene poco o ningún reparo en cortar lazos con aquellos que no los cumplen. A pesar de no haberse estado en contacto durante más de siete años, los padres de Miyuki y Kei no están oficialmente divorciados.
Momo Ryuju (龍珠 桃 Ryuju Momo?)
 Seiyū: Saori Hayami
Es la presidenta del Club de Astronomía y una de "Las Chicas Imposibles". Como miembro de una familia yakuza, le da poco valor a las reglas de la escuela. También tiene mal genio y otros la ven como una amenaza. Se desempeñó como tesorera del consejo estudiantil anterior antes de la elección de Miyuki como presidente. Ella fue la persona que le dio a Miyuki la idea de construir una personalidad para atraer a Kaguya.
Koromo Shiranui (不知火 ころも Shiranui Koromo?)
Una estudiante de segundo año de preparatoria y una de "Las Chicas Imposibles", siendo la última del dicho grupo en aparecer. Se da a entender que Koromo es una chica bastante inteligente debido a que se ubicó entre las 50 mejores de su clase en las finales del segundo semestre. También le gusta jugar videojuegos en su tiempo libre. Es la hermana mayor de Frill Shiranui, personaje del manga Oshi no Ko.

## Producción

### Concepción
Akasaka estaba escribiendo el manga Instant Bullets para Shūkan Young Jump y quería idear otra serie. En una entrevista en Livedoor News, Akasaka dijo que la trama original de Kaguya-sama era más una fantasía y un juego de la muerte, pero su editor quería algo más convencional y, en ese momento, Shūkan Young Jump no tenía una serie casual de comedia romántica. Fue el primer manga de Akasaka en el género de comedia romántica.
Akasaka ambienta la serie en la escuela secundaria, ya que era un momento en el que no tenía mucha experiencia con las citas y el romance. Estaba pensando en las relaciones de la escuela secundaria mientras fumaba algo de comida, y se le ocurrió el concepto de querer recuperar algunas de sus emociones de su juventud en una fantasía. Imaginó "dos tsunderes que se gustan teniendo batallas mentales". Pensó que era un concepto muy común, pero se sorprendió al descubrir que los lectores le decían que su premisa era innovadora. También al principio, quería hacer más batallas intelectuales como Death Note pero el tema cambió más a "choque de emociones románticas".

### Diseño de personajes
Los nombres de los personajes eran de El cuento del cortador de bambú. Le gustaban las historias de princesas y Kaguya-hime era una de las historias de princesas más famosas. Al desarrollar los personajes, dijo que Kaguya y Miyuki inicialmente tienen la misma personalidad y proceso de pensamiento, como gemelos, lo que hizo que su exposición al lector fuera más fácil de entender. Luego desarrolló más divergencia entre los dos. Otros personajes se desarrollaron de la misma manera, comenzando como superficiales y en forma de plantilla, pero llenos de sentimientos realistas y extraídos de la experiencia del autor y de otros que conocía. Le gustaba especialmente contrastar los personajes cuyas personalidades internas difieren de su representación externa.

### Desarrollo y temas
Al desarrollar un capítulo o una historia, Akasaka piensa primero en las emociones y luego escribe sobre como se experimentan esas emociones, como lo que Kaguya sentiría si estuviera celosa. Luego, organiza los personajes y eventos en torno a esa emoción. Cuando piensa en alguna emoción que aún no ha desarrollado en una historia, la escribe en una nota adhesiva o en un cuaderno para usarla más tarde.
Akasaka dijo que originalmente quería hacer un manga que ayudara a las mujeres de la oficina a relajarse, pero como él es un otaku, parece seguir eso. También cree que el manga se trata más de proporcionar al lector algo emocionante y transmitir mensajes significativos sobre las relaciones humanas en lugar de mostrar una serie de bromas y reacciones de los personajes.
Akasaka dijo que el hecho de que Miyuki y Kaguya se conviertan en estudiantes de tercer año marca la segunda mitad de la historia. Cuando se le preguntó sobre el final, dijo que no sabía si iría con el final malo como con Kaguya-hime, pero que no le importaría si lo hiciera. También está considerando darle a cada personaje un capítulo de llamada de telón como lo hacen en los simuladores de citas.

## Contenido de la obra

### Manga
Aka Akasaka lanzó la serie en la revista Miracle Jump de Shūeisha el 19 de mayo de 2015. La serie se transfirió a la revista de manga seinen Shūkan Young Jump el 24 de marzo de 2016. Un capítulo especial apareció en la edición de debut de Young Jump Gold el 18 de mayo de 2017. El editor norteamericano Viz Media anunció su licencia a la serie durante su panel en San Diego Comic-Con International el 20 de julio de 2017. El 19 de julio de 2020, Panini anunció que iniciaría la publicación del manga en México en septiembre, y en Argentina a partir octubre del mismo año. Un manga derivado de Shinta Sakayama, titulado Kaguya-sama wa Kokurasetai: Dōjin -ban (かぐや様は告らせたい 同人版?), se lanzó en el sitio web de Shueisha Tonari no Young Jump el 14 de junio de 2018, y se serializa el segundo y cuarto jueves del mes. Un spinoff yonkoma, escrito por G3 Ida, titulado Kaguya-sama wo Kataritai (かぐや様を語りたい?), se lanzó en Young Jump el 26 de julio de 2018. El yonkoma se enfoca en dos chicas del club de periodismo, las cuales idolatran a Kaguya y a sus amigos, pero no tienen idea de lo que realmente sucede dentro del consejo estudiantil.

#### Kaguya-sama wa Kokurasetai: Tensai-tachi no Ren'ai Zunōsen
| Volúmenes de manga publicados | Volúmenes de manga publicados | Volúmenes de manga publicados |
| Número                        | Fecha de publicación          | ISBN                          |
| ----------------------------- | ----------------------------- | ----------------------------- |
| 1                             | 18 de marzo de 2016           | ISBN 978-4-08-890432-0        |
| 2                             | 19 de julio de 2016           | ISBN 978-4-08-890468-9        |
| 3                             | 19 de noviembre de 2016       | ISBN 978-4-08-890508-2        |
| 4                             | 19 de enero de 2017           | ISBN 978-4-08-890572-3        |
| 5                             | 19 de abril de 2017           | ISBN 978-4-08-890623-2        |
| 6                             | 19 de julio de 2017           | ISBN 978-4-08-890702-4        |
| 7                             | 19 de noviembre de 2017       | ISBN 978-4-08-890762-8        |
| 8                             | 19 de enero de 2018           | ISBN 978-4-08-890840-3        |
| 9                             | 19 de abril de 2018           | ISBN 978-4-08-890891-5        |
| 10                            | 19 de junio de 2018           | ISBN 978-4-08-891041-3        |
| 11                            | 19 de septiembre de 2018      | ISBN 978-4-08-891094-9        |
| 12                            | 19 de diciembre de 2018       | ISBN 978-4-08-891178-6        |
| 13                            | 18 de enero de 2019           | ISBN 978-4-08-891193-9        |
| 14                            | 19 de marzo de 2019           | ISBN 978-4-08-891231-8        |
| 15                            | 19 de julio de 2019           | ISBN 978-4-08-891320-9        |
| 16                            | 19 de septiembre de 2019      | ISBN 978-4-08-891367-4        |
| 17                            | 17 de enero de 2020           | ISBN 978-4-08-891457-2        |
| 18                            | 17 de abril de 2020           | ISBN 978-4-08-891527-2        |
| 19                            | 17 de julio de 2020           | ISBN 978-4-08-891646-0        |
| 20                            | 19 de noviembre de 2020       | ISBN 978-4-08-891716-0        |
| 21                            | 19 de febrero de 2021         | ISBN 978-4-08-891753-5        |
| 22                            | 19 de mayo de 2021            | ISBN 978-4-08-891870-9        |
| 23                            | 18 de agosto de 2021          | ISBN 978-4-08-892054-2        |
| 24                            | 17 de diciembre de 2021       | ISBN 978-4-08-892161-7        |
| 25                            | 18 de marzo de 2022           | ISBN 978-4-08-892252-2        |
| 26                            | 17 de junio de 2022           | ISBN 978-4-08-892364-2        |
| 27                            | 19 de octubre de 2022         | ISBN 978-4-08-892430-4        |
| 28                            | 19 de diciembre de 2022       | ISBN 978-4-08-892534-9        |

#### Kaguya-sama wa kokurasetai: Dōjin-ban
| Volúmenes de manga publicados | Volúmenes de manga publicados | Volúmenes de manga publicados |
| Número                        | Fecha de publicación          | ISBN                          |
| ----------------------------- | ----------------------------- | ----------------------------- |
| 1                             | 18 de diciembre de 2018       | ISBN 978-4-08-891179-3        |
| 2                             | 19 de marzo de 2019           | ISBN 978-4-08-891232-5        |
| 3                             | 17 de enero de 2020           | ISBN 978-4-08-891459-6        |
| 4                             | 17 de julio de 2020           | ISBN 978-4-08-891648-4        |

#### Kaguya-sama wo Kataritai
| Volúmenes de manga publicados | Volúmenes de manga publicados | Volúmenes de manga publicados |
| Número                        | Fecha de publicación          | ISBN                          |
| ----------------------------- | ----------------------------- | ----------------------------- |
| 1                             | 19 de marzo de 2019           | ISBN 978-4-08-891233-2        |
| 2                             | 17 de enero de 2020           | ISBN 978-4-08-891458-9        |
| 3                             | 17 de julio de 2020           | ISBN 978-4-08-891647-7        |
| 4                             | 19 de febrero de 2021         | ISBN 978-4-08-891754-2        |
| 5                             | 18 de agosto de 2021          | ISBN 978-4-08-892055-9        |
| 6                             | 18 de marzo de 2022           | ISBN 978-4-08-892248-5        |
| 7                             | 19 de octubre de 2022         | ISBN 978-4-08-892510-3        |
| 8                             | 19 de diciembre de 2022       | ISBN 978-4-08-892536-3        |

### Anime
Shūeisha anunció una adaptación a serie de anime el 1 de junio de 2018. La serie está dirigida por Mamoru Hatakeyama y escrita por Yasuhiro Nakanishi, con animación de A-1 Pictures. Yuuko Yahiro está proporcionando los diseños de los personajes, mientras que Jin Aketagawa es el director de sonido. Kei Haneoka está componiendo la música de la serie. La serie se estrenó del 12 de enero al 30 de marzo de 2019, transmitiendo en MBS, Tokyo MX, BS11, Gunma TV, Tochigi TV, Chukyo TV y TV Niigata. La serie duró 12 episodios. Masayuki Suzuki, Rikka Ihara y Yoshiki Mizuno interpretan la canción de apertura de la serie "Love Dramatic feat. Rikka Ihara", mientras que Halca interpreta la canción final de la serie "Sentimental Crisis". Aniplex of America adquirió la licencia de la serie y la transmitió en América del Norte, otros que también obtuvieron la licencia para transmitir la serie son Crunchyroll, Hulu y Funimation. En Australia y Nueva Zelanda, AnimeLab tuvo la licencia y transmitió la serie dentro de la región.
Una segunda temporada titulada "Kaguya-sama wa Kokurasetai? Tensai-tachi no Ren'ai Zunousen" se anunció el 19 de octubre de 2019. El personal y el elenco regresan para repetir sus roles. Se emitió del 11 de abril al 27 de junio de 2020 en Tokyo MX, Gunma TV, Tochigi TV, BS11, servicio Abema TV, MBS y TV Niigata. La segunda temporada tuvo su estreno mundial antes de la transmisión japonesa en el "Anime Festival Sydney" realizado por Madman Entertainment el 8 de marzo de 2020. Funimation adquirió derechos exclusivos de transmisión para la temporada a finales de marzo de 2020. El tema de apertura es "DADDY! DADDY! DO!" interpretado por Masayuki Suzuki y Airi Suzuki, mientras que el tema de cierre es "Kaze ni Fukarete" (風に吹かれて?) interpretado por Haruka Fukuhara.
El 25 de octubre de 2020, se anunció al mismo tiempo la producción de un OVA y una tercera temporada durante el evento especial "Kaguya-sama Wants To Tell You On Stage". El OVA se estrenó el 19 de mayo de 2021 adaptando los capítulos 64.5, 83.5 y 96 del manga (kaguya-sama: Love Is War Darkness parte 1-2, y Competencia de comida del Consejo estudiantil respectivamente). El 15 de julio de 2021, Funimation anunció que publicaría un doblaje de las dos primeras temporadas en español el 22 del mismo mes en su plataforma. En octubre de 2021 se anunció que la tercera temporada de la serie comenzaría su estreno en abril de 2022. Crunchyroll obtuvo la licencia de la serie fuera de Asia. Una tercera temporada titulada "Kaguya-sama wa Kokurasetai: Ultra Romantic" ha sido serializada el 8 de abril del 2022.
El 11 de abril de 2022, Crunchyroll anunció que la serie recibirá un doblaje tanto en inglés como en español, que se estrenaría próximamente.
Tras la conclusión de la tercera temporada, se anunció la producción de un nuevo proyecto de anime. Más tarde se reveló que el nuevo proyecto es una película de anime titulada Kaguya-sama wa Kokurasetai -First Kiss wa Owaranai-.
En junio de 2025, se anunció la producción de un especial de televisión titulado Kaguya-sama wa Kokurasetai: Otona e no Kaidan.

### Película
Una película de acción real se estrenó en Japón el 6 de septiembre de 2019. Sho Hirano fue anunciado para el papel de Miyuki Shirogane y Kanna Hashimoto para el papel de Kaguya Shinomiya. Hayato Kawai dirigió la película, Yūichi Tokunaga escribió el guion y la fotografía principal se realizó entre marzo y abril de 2019.
Una secuela de la película se anunció el 6 de enero de 2021. Se proyectará en los cines japoneses el 20 de agosto de 2021. Se confirmó que Hirano, Hasimoto, Nana Asakawa y Hayato Sano, actores de Fujiwara e Ishigami respectivamente, regresarán para repetir sus roles.

## Recepción
Kaguya-sama wa Kokurasetai: Tensai-tachi no Ren'ai Zunōsen tenía más de 6,5 millones de copias en circulación en abril de 2019, más de 8,5 millones de copias en octubre de 2019, más de 9 millones de copias impresas en diciembre de 2019, y más 13 millones de copias a noviembre de 2020. Fue el noveno manga más vendido en 2019, con más de 4 millones de copias vendidas.
La serie ganó el tercer premio Next Manga Award en la división de cómics para manga publicado en formato de libro impreso en 2017. En 2020, junto con Aoashi, ganó el 65° Premio Shōgakukan en la categoría general. En la encuesta Manga Sōsenkyo 2021 de TV Asahi, en la que 150.000 personas votaron por sus 100 mejores series de manga, Kaguya-sama wa Kokurasetai: Tensai-tachi no Ren'ai Zunōsen ocupó el puesto 50.
Rebecca Silverman de Anime News Network dio a los dos primeros volúmenes del manga una crítica positiva, llamándolo "una de las premisas de comedia romántica más singulares que existen". Señaló que el segundo volumen era mejor que el primero, indicando desarrollo por parte del autor y comentando que era un buen augurio para la duración de la serie. Se mostró más ambivalente sobre el arte, diciendo que le faltaba brillo y que los rostros en particular tendían a sufrir.
En los Crunchyroll Anime Awards 2020, el anime Kaguya-sama wa Kokurasetai: Tensai-tachi no Ren'ai Zunōsen fue seleccionado como Mejor comedia, Mejor pareja y Mejor secuencia final ("Chikatto Chika Chika"). El personaje Chika Fujiwara fue nominado como Mejor Chica en los premios.